# Ripacs Martin
A Ripacs Martin (eredeti angol címén: Pincher Martin) William Golding Nobel-díjas angol író, költő 1956-ban kiadott harmadik regénye, amely magyarul Göncz Árpád fordításában jelent meg.

## Történet
|  | Alább a cselekmény részletei következnek! |

A regény főhőse Christopher Hadley Martin tengerész, aki egy hajókatasztrófa túlélője. Martin az eszméletvesztés határán küzd az életéért a jeges vízben, mentőmellényben, csizmában. Miután a csizmáját sikerül lerúgnia, hogy ne húzza le a súlya a vízbe egy sziklazátonyra sodorja az áramlás, ahová felkapaszkodik, és ahol napokon át küzd az életben maradásért: megpróbál napirendet kialakítani magának, esővizet gyűjteni, hogy legyen ivóvize, élelmet találni és egy nagy keresztet építeni kövekből a szikla tetejére, hogy a levegőből észre lehessen őt venni, és meg tudják menteni. A legnehezebb azonban, hogy testileg és lelkileg épségben maradjon.
|  | Itt a vége a cselekmény részletezésének! |

## Megjelenések

### Angol nyelven
1. Pincher Martin, Faber & Faber, 1956,

### Magyarul
1. Ripacs Martin. Regény; ford. Göncz Árpád, bev. Báti László; Magvető, Bp., 1968 (Világkönyvtár)
2. Ripacs Martin. Regény; ford. Göncz Árpád, utószó Szilárd Gabriella; Szépirodalmi, Bp., 1980 (Olcsó könyvtár)
3. Ripacs Martin, Európa Könyvkiadó, Budapest, 2007, ford.: Göncz Árpád